# Джиццерия
Джиццерия (итал. Gizzeria) — коммуна в Италии, располагается в регионе Калабрия, подчиняется административному центру Катандзаро.
Население составляет 3833 человека, плотность населения составляет 106,7 чел./км². Занимает площадь 35,9 км². Почтовый индекс — 88040. Телефонный код — 0968.
Покровителем населённого пункта считается святой Иоанн Креститель. Праздник ежегодно празднуется 24 июня.